# Partido Democrático Italiano de Unidad Monárquica
El Partido Democrático Italiano de Unidad Monárquica (Partito Democratico Italiano di Unità Monarchica) (PDIUM), fundado como Partido Democrático Italiano (Partito Democratico Italiano) fue un partido político italiano creado en 1959 por la unión del Partido Monárquico Popular y el Partido Nacional Monárquico.
El nuevo partido, al igual que sus predecesores, se vio obstaculizado por una disposición de la Constitución italiana de 1946 que prohíbe específicamente cualquier medida que restaurare la monarquía. Nunca fue capaz de repetir los resultados de sus predecesores y vio reducirse el apoyo electoral a la causa monárquica elecciones generales de 1963 al 1,8% de los votos y en las de 1968 al 1,3%, debido a los éxitos del Partido Liberal Italiano (7,0 y 5,8% respectivamente).
En 1972 el PDIUM se fusionó con el post-fascista Movimiento Social Italiano (MSI). Alfredo Covelli, durante mucho tiempo líder monárquico, fue elegido presidente del MSI. En 1976 Covelli encabezó una escisión moderada de MSI y creó Democracia Nacional.

## Resultados electorales
| Cámara de Diputados |              |      |         |     |                 |
| Año electoral       | Votos        | %    | Escaños | +/– | Líder           |
| 1963                | 536.948 (#7) | 1,75 | 8/630   | 17  | Alfredo Covelli |
| 1968                | 414.507 (#8) | 1,30 | 6/630   | 2   | Alfredo Covelli |

| Senado de la República |              |      |         |     |                 |
| Año electoral          | Votos        | %    | Escaños | +/– | Líder           |
| 1963                   | 429.412 (#7) | 1,56 | 2/315   | 5   | Alfredo Covelli |
| 1968                   | 312.702 (#7) | 1,09 | 2/315   |     | Alfredo Covelli |

- Datos: Q764490
- Multimedia: Partito Democratico Italiano di Unità Monarchica / Q764490